# From the INNER KINGDOM (内なる王国より)
『From the INNER KINGDOM (内なる王国より)』（フロム・ザ・インナー・キングダム　うちなるおうこくより）は、日本のロックバンド、FoZZtoneのアルバム。2012年5月7日から同年5月14日までの期間限定受注。

## 概要
2010年の『from the NEW WORLD』に続くオーダーメイドアルバム第2弾。
システムは前回とほぼ変更はないが、候補曲が12曲（うち3曲はミニアルバム『LOVE』からの楽曲）に増え、それに伴い10曲まで選曲できるようになった。すなわち、候補曲中2曲を切らなければならないというシステムはそのまま引き継がれている（渡曾曰く「これがこの企画の肝」）。
今回、候補曲は全曲スタジオ録音した音源をiTunes storeで配信し、フル音源を聴いたうえでの選考が可能であった（オーダーメイドアルバムに収録される音源はこれと同一音源）。曲を別個でダウンロードできるため、選曲漏れした2曲をあとからダウンロードして補完することが可能である。また公式サイトにて、イントロ・アウトロの視聴が可能であった。
販売形態は前回の事態を踏まえ、枚数制限なしで期間中にオーダーされたものはすべて販売できるように措置がとられた。
パッケージはジュエルケース（一般のアルバム用CDケース）が採用され、CDの盤は前回同様CD-Rが使用された。ジャケットはリバーシブルジャケットとなっており、表ジャケットは7種類、裏ジャケットは4種類の中から、それぞれ好みのジャケットを選んで差し替えられるようになっている。また、ステッカーが同封されており、ジャケットにアレンジが加えることができるようになっている。

## 候補曲
- LOVE
（作詞・作曲：渡會将士）
ミニアルバム『LOVE』収録曲
4thアルバム「INNER KINGDOM (内なる王国)」に収録。
- TOUGH!!!
（作詞：渡會将士　作曲：竹尾典明）
ミニアルバム『LOVE』収録曲
4thアルバム「INNER KINGDOM (内なる王国)」に収録。
- Club Rubber Soul
（作詞・作曲：渡會将士）
4thアルバム「INNER KINGDOM (内なる王国)」に収録。
- Keller Water
（作詞・作曲：渡會将士）
4thアルバム「INNER KINGDOM (内なる王国)」に収録。
- Fish, Chips, Cigarettes
（作詞・作曲：渡會将士）
4thアルバム「INNER KINGDOM (内なる王国)」に収録。
- GENERATeR
（作詞：渡會将士　作曲：竹尾典明）
4thアルバム「INNER KINGDOM (内なる王国)」に収録。
- MOTHER ROCK
（作詞・作曲：渡會将士）
4thアルバム「INNER KINGDOM (内なる王国)」に収録。
- ターミナル
（作詞：渡曾将士　作曲：渡會将士・竹尾典明）
4thアルバム「INNER KINGDOM (内なる王国)」には未収録。
2011年11月5日に東京キネマ倶楽部にて行われたライブ“組曲 白鯨”にて先行披露されていた。
- 再脱走のテーマ
（作詞・作曲：渡會将士）
4thアルバム「INNER KINGDOM (内なる王国)」には未収録。
- ベーコンエッグとシェービングヒーロー
（作詞・作曲：渡會将士）
4thアルバム「INNER KINGDOM (内なる王国)」には未収録。
- 森には帰れない
（作詞・作曲：渡會将士）
4thアルバム「INNER KINGDOM (内なる王国)」には未収録。
- Tomorrow Never Knows
（作詞・作曲：渡會将士）
ミニアルバム『LOVE』収録曲
4thアルバム「INNER KINGDOM (内なる王国)」には未収録。

全編曲：FoZZtone

以上の候補曲の中から10曲を選ぶというシステムであった。